# Discovery Historia
Discovery Historia (dawniej Discovery TVN Historia) - telewizyjny kanał tematyczny o tematyce historycznej. Powstał przy współpracy programowej Discovery i TVN, do których także należał do 30 maja 2009 roku. 30 maja 2009 roku prawdopodobnie z powodu światowego kryzysu finansowego TVN, który był udziałowcem Discovery Historia, zdecydował się wycofać z inwestycji. Nie podano oficjalnego powodu odsprzedania udziałów, w komunikatach poinformowano jedynie o chęci włączenia kanału do portfolio Discovery Networks. Discovery Historia była kolejnym obok TVN Med i TVN Lingua kanałem, z którego w 2009 roku wycofał się TVN, wcześniej zrezygnowano z emisji TVN Gra. Stacją kieruje Barbara Bilińska-Kępa.

## Oferta programowa
Ramówkę wypełniają produkcje dokumentalne dotyczące historii Polski i świata, takie jak:

### produkcje i koprodukcje TVN[2]
- Wrzesień 1939 (2007)
- Było, nie było[3] (2007-2008)
- Młodość Jana Pawła II[4] (2007, 2008)
- Wkoło Wisły (2007-2008)
- Zwarte szeregi, czyli z archiwum Czołówki[5] (2007-2008)
- Bitwy żołnierza polskiego[6] (2008-?)
- Córki przestworzy (2008)
- Historie lotnicze (2008)
- Go west[7] (2008)
- Początki polskiej awiacji (2008)
- Socjalistyczna Filmoteka Powiatowa[8] (2008)
- Wielka wojna na wschodzie (2008)
- W imieniu Polski Ludowej (2008)
- Listy z płonącej Warszawy (2009)

Emitowane są też popremierowo produkcje dla Canal+ Dokument.

### produkcje zagraniczne
- Pola Bitew
- Nieznane oblicza wielkich polityków
- Kolaboranci Trzeciej Rzeszy
- Szpiegowskie porachunki
- Nowoczesna wojna
- Tajemnice Egiptu
- Co wiedzieli starożytni?

## Logo
| Okres                            | Opis | Logo |
| -------------------------------- | --- | ---- |
| 15 listopada 2006 - 30 maja 2009 | Logo Discovery, pod nią kolorowe pasy oraz bordowe logo TVN, a pod spodem czarny napis "HISTORIA".       |      |
| 30 maja 2009 - 27 listopada 2016 | Nowe logo Discovery, pod nią kolorowe pasy, a pod spodem czarny napis "HISTORIA" z nową czcionką.        |      |
| od 28 listopada 2016             | Trójwymiarowa litera "H", a po prawej stronie szary napis "Discovery" i czarno-brązowy napis "HISTORIA". |      |

## Oglądalność
Wszyscy 4+:
|      | styczeń | luty   | marzec | kwiecień | maj    | czerwiec | lipiec | sierpień | wrzesień | październik | listopad | grudzień | cały rok |
| ---- | ------- | ------ | ------ | -------- | ------ | -------- | ------ | -------- | -------- | ----------- | -------- | -------- | -------- |
| 2020 | 0,084%  |        | 0,102% | 0,129%   | 0,102% | 0,104%   | 0,108% | 0,103%   |          |             |          |          |          |
| 2019 | 0,095%  | 0,094% | 0,108% | 0,102%   | 0,092% | 0,077%   | 0,082% |          | 0,095%   |             |          | 0,108%   | 0,095%   |
| 2018 | 0,09%   | 0,09%  | 0,09%  | 0,09%    | 0,09%  | 0,097%   | 0,099% | 0,100%   | 0,089%   | 0,093%      | 0,106%   | 0,115%   | 0,095%   |
| 2017 | 0,11%   | 0,13%  | 0,13%  | 0,13%    | 0,13%  | 0,12%    | 0,11%  | 0,10%    | 0,10%    | 0,10%       | 0,10%    | 0,11%    | 0,11%    |